# Huub Oosterhuis
Hubertus Gerardus Josephus Henricus (Huub) Oosterhuis (Amsterdam, 1 november 1933 – aldaar, 9 april 2023) was een Nederlandse theoloog, dichter, uit de kloosterorde verwijderde jezuïet en uitgetreden priester. Zijn naam is verbonden aan de modernistische (vernieuwingsgezinde) tendensen binnen de Nederlandse kerkprovincie na het Tweede Vaticaans Concilie en de daarmee gepaard gaande polarisatie tussen progressieve en behoudende gelovigen. Hij publiceerde een groot aantal liederen en gedichten en beïnvloedde de modernistische denkbeelden over liturgie en kerkelijk leven in Nederland diep.

## Levensloop
Huub Oosterhuis werd geboren op Allerheiligen in het Onze Lieve Vrouwe Gasthuis in Amsterdam. Hij groeide daar op in de Rivierenbuurt als tweede zoon van Anton Oosterhuis en Eugenie Randag in een gezin van vier kinderen. Als kind werd hij aldaar geconfronteerd met deportaties van de Joden, hetgeen een diepe indruk op hem maakte, die hij voor de rest van zijn leven met zich meedroeg. Hij volgde het door jezuïeten geleide gymnasium van het Ignatiuscollege te Amsterdam. In 1952 trad hij in bij de jezuïeten. De jezuïetenopleiding voerde hem langs Grave, Nijmegen en Groningen naar het Canisianum in Maastricht. Hij studeerde wijsbegeerte, Nederlandse letteren en theologie. Op 31 juli 1964 werd hij door bisschop Moors in de Sint-Servaasbasiliek tot priester gewijd. Sinds 1965 woonde en werkte Oosterhuis in Amsterdam, onder meer als studentenpastor bij de door pater Jan van Kilsdonk opgerichte Studentenekklesia. Hij overleed in Amsterdam op eerste paasdag 2023 op 89-jarige leeftijd. Oosterhuis werd op 15 april na een requiemmis in de Amsterdamse Westerkerk in besloten kring begraven op Zorgvlied.

### Buiten verantwoordelijkheid

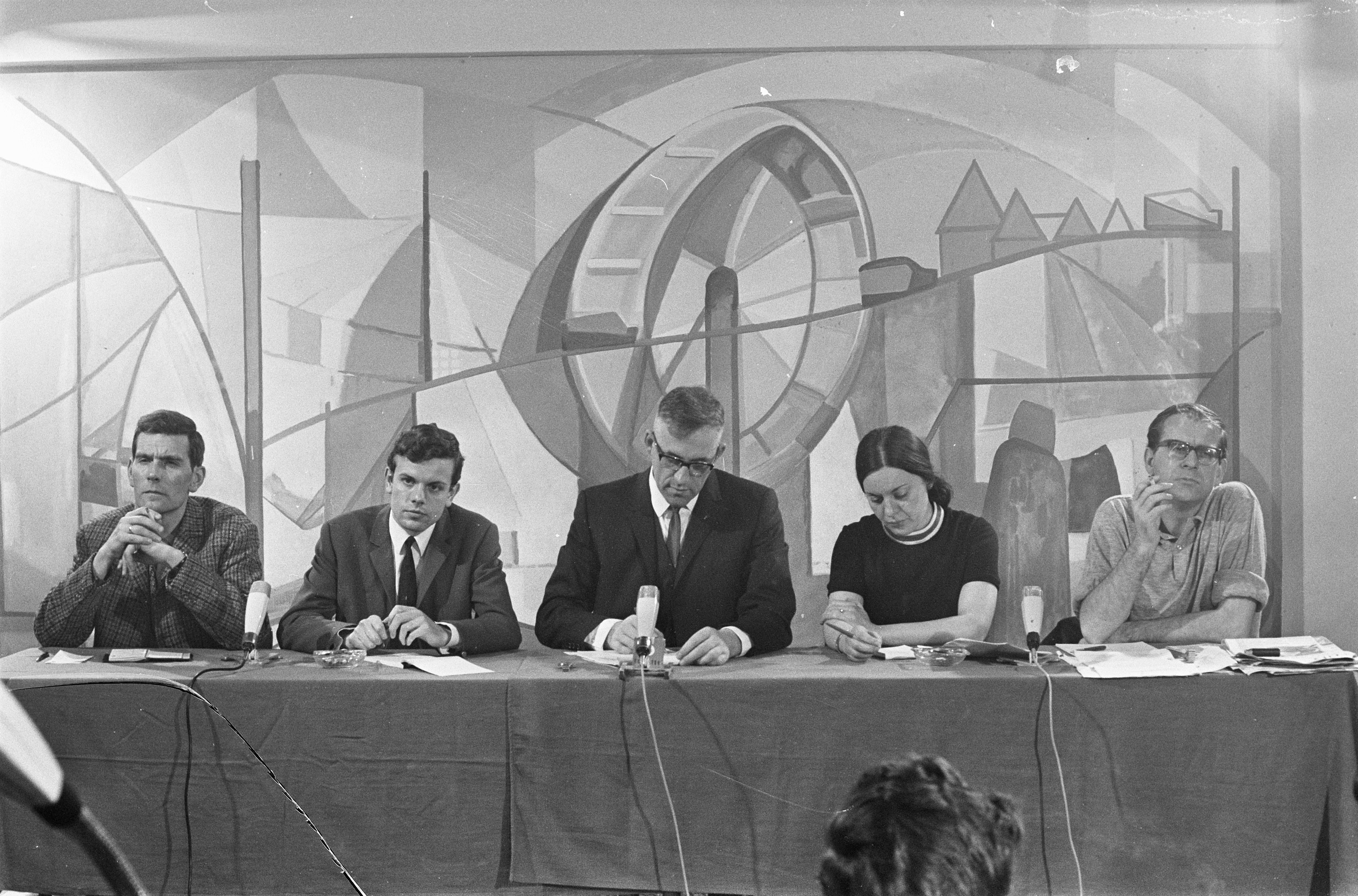
Paters Jos Vrijburg (links) en Huub Oosterhuis (rechts), tijdens een hearing waarin gepleit werd om gehuwde priesters te laten voorgaan in de Amsterdamse Studentenekklesia (januari 1969)

In 1969 verwijderde de generaal-overste van de jezuïeten, pater Pedro Arrupe, Oosterhuis uit de orde na conflicten over het celibaat. Om dezelfde reden schorste het bisdom Haarlem hem als priester.
Oosterhuis en zijn team besloten met de overgrote meerderheid van de Studentenekklesia van toen af buiten verantwoordelijkheid van de bisschop van Haarlem verder te gaan. In 2014 was de inmiddels 80-jarige Oosterhuis nog altijd voorganger binnen deze gemeente, zij het nu meer in de luwte; de zeven teamgenoten van toen, allen inmiddels ex-jezuïeten, haakten om diverse redenen al spoedig af. Teamgenoot en kunstenaar Ton van der Stap, die daags na Oosterhuis door de generaal van de jezuïeten uit de orde werd verwijderd, overleed in 2009.

### Huwelijk

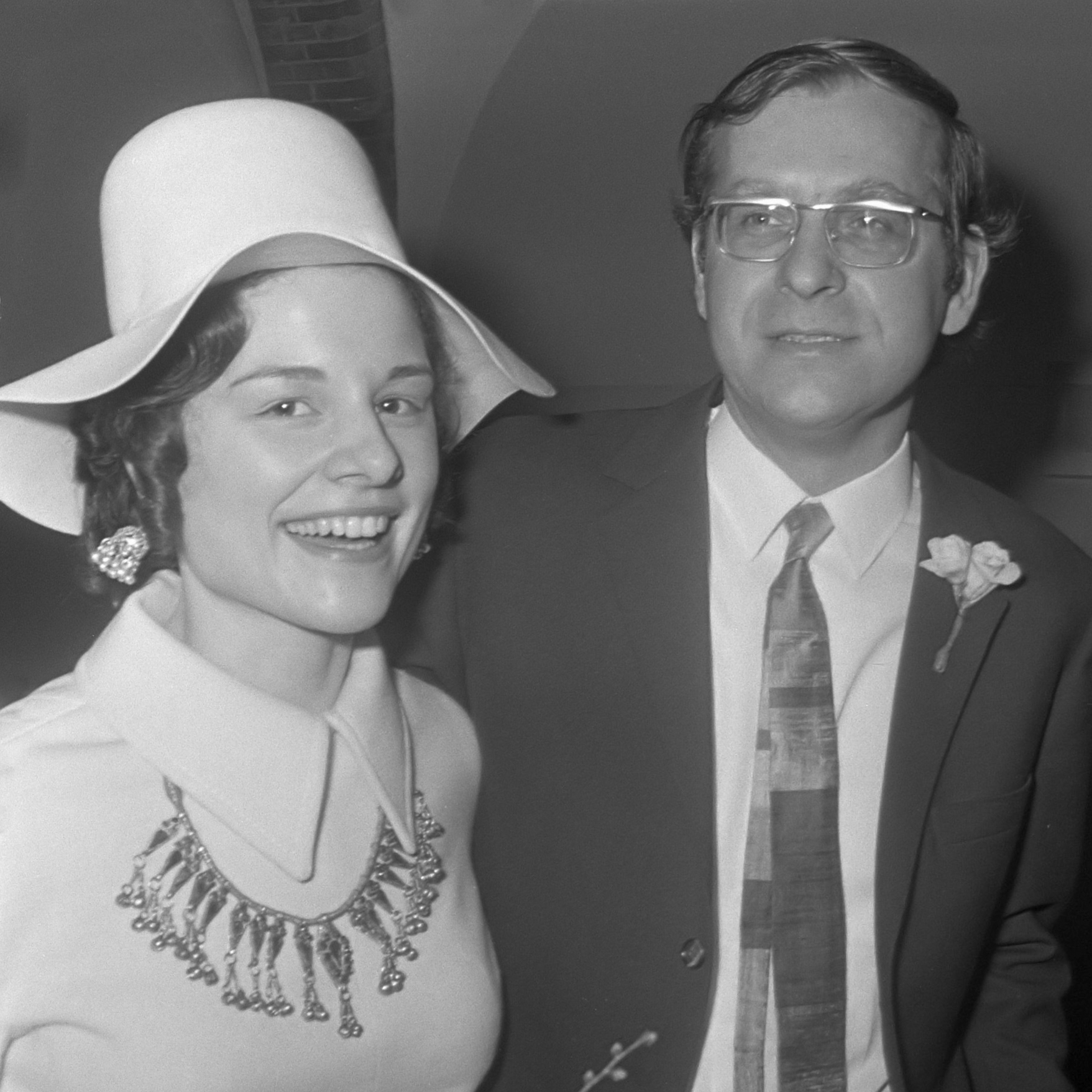
Huub Oosterhuis en Josefien Melief (1970)

Nadat zijn collega Jos Vrijburg was getrouwd, trad op 25 april 1970 ook Huub Oosterhuis in het burgerlijk huwelijk en wel met de jonge verpleegkundige en altvioliste Josefien Melief. Zij kregen twee muzikale kinderen, de componist Tjeerd en de zangeres Trijntje Oosterhuis, die aanvankelijk samen optraden als het duo Total Touch. Het burgerlijk huwelijk eindigde door een echtscheiding, waarna Oosterhuis en Melief afzonderlijk in de buurt van de kinderen gingen wonen. Oosterhuis was later hertrouwd met journaliste Colet van der Ven.

## Nieuwe vormen
Door de jezuïetenpater Jan van Kilsdonk uitgenodigd om een bijdrage te leveren aan de vernieuwing van de liturgie, ging hij naar Amsterdam, waar hij samen ging werken met Bernard Huijbers, musicus, componist en toen eveneens jezuïet. Oosterhuis werd vooral bekend als schrijver-tekstdichter van liturgische liederen en gezangen, van 1960 tot in 2023 in het kader van de liturgische vieringen van de Amsterdamse Studentenekklesia. Hij noemde zijn werk een 'roeping'. 
Oosterhuis was medeoprichter (1990) en tot 1998 directeur van het centrum Rode Hoed in Amsterdam. Eerder had hij in 1972 al De Populier opgericht, een centrum voor religie, politiek en cultuur. In 1995 kwam mede op zijn instigatie het culturele, religieuze en politieke tijdschrift Roodkoper tot stand, waarvan hij de hoofdredacteur was. Overigens kwam in de 21e eeuw de nauwe samenwerking met Rode Hoed ten einde, ook al werden daar op zondag nog wel 's morgens om 11 uur de vieringen gehouden en heet de grote, voormalig remonstrantse kerkzaal nu Oosterhuiszaal. Oosterhuis zag om naar weer een nieuw huis voor leerhuizen, debatten, muzische experimenten en andere bijeenkomsten.
Hij vond die mogelijkheid in De Nieuwe Liefde, een in het westelijke stadsdeel van Amsterdam gelegen voormalig kerkelijk centrum en een wijnkoperij aan de Da Costakade. Nadat hij daar zijn vroegere medewerker Joost Divendal had aangesteld als manager/directeur werd luttele weken hierna een ernstige ziekte vastgesteld bij Divendal, waaraan deze na enkele maanden overleed. Het project De Nieuwe Liefde liep hierdoor ernstige, maar geen fatale vertraging op. Dankzij de steun van filantroop Alex Mulder en diens AM-Foundation werd het gebouw De Nieuwe Liefde begin 2011 geopend. Hier vonden aanvankelijk ook de diensten van de Studentenekklesia plaats. De liturgische gemeenschap keerde met Pasen 2015 echter terug naar de Rode Hoed, nu onder de naam "Ekklesia Amsterdam".
Het tijdschrift Roodkoper uit de jaren van de Rode Hoed werd in 2011 omgedoopt in Nieuwe Liefde. Op 12 februari 2011 opende koningin Beatrix het nieuwe centrum voor debat en poëzie De Nieuwe Liefde. Bij die gelegenheid las de koningin het bekende gedicht voor van Henriëtte Roland Holst: "...de zachte krachten zullen zeker winnen in 't eind".
Oosterhuis was bij leven wellicht de meest prominente en permanente vertegenwoordiger van hen die na het Tweede Vaticaans Concilie de rooms-katholieke geloofsleer en -praktijk in Nederland een nieuwe vorm trachtten te geven. Zij wilden de eeuwenoude liturgische teksten, die volgens hen veel van hun oude betekenis verloren hadden, als het ware terugzetten in het leven en hun politieke lading opnieuw laten klinken. Daardoor zou een meer herkenbare spirituele inhoud ontstaan. 

### Terug naar de Joodse Jezus
Volgens Oosterhuis is de Kerk in haar visie op de Messias Jezus, de voorbeeldige mens van Godswege, steeds verderaf komen te staan van de oorspronkelijk joodse tradities omtrent hem. Meer en meer wordt hij aanbeden en minder nagevolgd. ... Hij wordt een droomfiguur, een wensdroom, de projectie van ons betere ik ... Hij wordt een onbestaanbaar mooi verhaal: de Goddelijke Zaligmaker, de Allerheiligste Verlosser, ... de Christus.
Het is voor Oosterhuis dus zaak terug te gaan naar Jezus Messias, Jesjoe'a uit Nazareth, en hem en zijn bevrijdend leven in zijn joodse context te benaderen. Termen uit de geloofsbelijdenis van Nicea komen nog wel voor, maar worden dichterlijk gebruikt. Als dichter kiest hij niet voor een van de twee hoofd-christologieën: Jezus als mens of Jezus als Zoon van God. Als dichter probeerde hij woorden te vinden die het mysterie van Jezus als "Dienstknecht" en "Zoon van de God van Israël" "intact" laten.

### Geschilpunten
In tegenstelling tot de officiële leer van de Rooms-Katholieke Kerk ontkende Oosterhuis de transsubstantiatie, het tijdens de eucharistie veranderen van de hostie en wijn in het lichaam en bloed van Jezus. In het tv-interview met Antoine Bodar (2014) zegt hij dat "hij zich realiseert dat dat kwetsend is en dat hij niet trots is op deze zin." Zijn bedoeling was ermee te verwijzen naar wat hij zag als de overaccentuering in de Rooms-Katholieke Kerk van de Eucharistie ten koste van een andere waarheid. De waarheid dat de gemeente geroepen is lichaam van de Messias te zijn om zo zijn liefde, zijn gerechtigheid, in de wereld present te stellen.
In interviews zou hij verklaard hebben niet meer te geloven in de Godheid van Jezus Christus, de lichamelijke verrijzenis van Christus, de wonderen uit de evangeliën, de verzoeningsleer en de erfzonde. In dagblad Trouw in juli 2006 noemde bisschop Frans Wiertz van Roermond de uitspraken van Oosterhuis "volledig in strijd met de rooms-katholieke leer".

## Poëzie

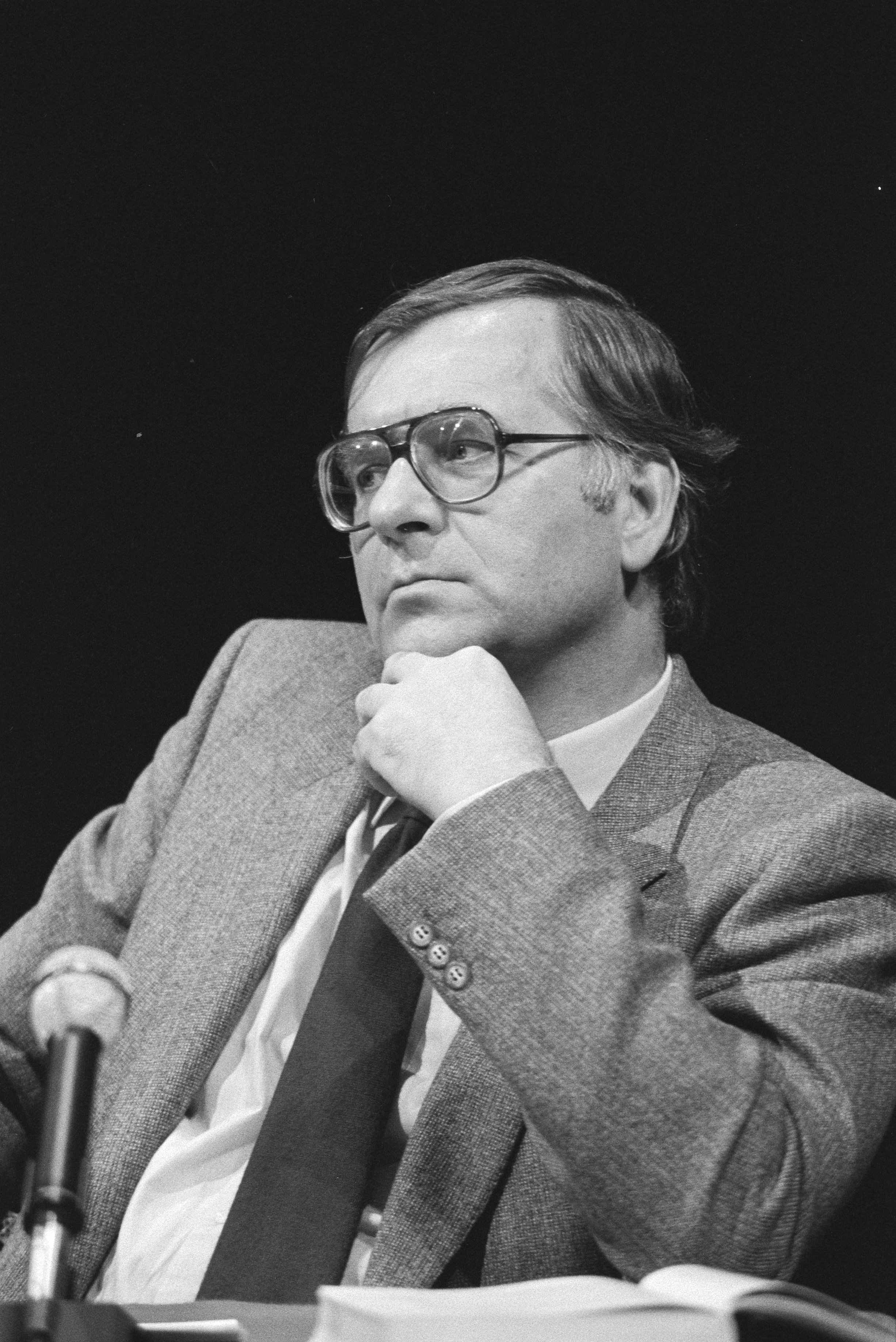
Huub Oosterhuis (1982)

Oosterhuis schreef in Groningen zijn eerste tien liturgische "liedjes". Het eerste was: "Zolang er mensen zijn op aarde". Oosterhuis ging uit van het Schriftwoord, in dit geval de zondagse evangeliën. Huibers en Oosterhuis schreven samen een paar honderd liederen. De almaar groeiende uitgaven verschenen aanvankelijk gestencild en losbladig, bedoeld voor gebruik in de Amsterdamse Studentenekklesia, die in 1960 door Van Kilsdonk was gesticht. Later vond vooral het eenvoudiger werk van Oosterhuis-Huijbers zijn weg naar veel parochies en kerkelijke gemeentes in het Nederlands taalgebied. Een aantal liederen werd opgenomen in het protestantse liedbundel Liedboek voor de Kerken van 1973. Katholieke zangboeken als Zingt Jubilate (1976), Klein Dienstboek (1982) en Gezangen voor Liturgie (1984) bevatten veel Oosterhuis-Huijbers-repertoire. Ook de samenstellers van het in 2013 uitgebrachte Liedboek - zingen en bidden in huis en kerk, dat gezien kan worden als opvolger van het Liedboek voor de Kerken, hebben royaal geput uit het werk van Oosterhuis en zijn componisten van na 1980. Een groot gedeelte van zijn werk is in het Duits vertaald, een kleiner deel in het Engels.
Oosterhuis' sterk Bijbels beïnvloede liturgische poëzie is mede bekend geworden dankzij de vernieuwende muziek van componisten van de bovengenoemde Bernard Huijbers. Later ook van Antoine Oomen en Tom Löwenthal, diens jongere broer Luc Löwenthal en anderen. Een aantal van hun composities is ook in buitenlandse liedbundels opgenomen. In de jaren zestig van de twintigste eeuw werd de Amsterdamse Werkgroep voor Volkstaalliturgie opgericht. Toen deze in 1980 werd opgeheven, richtte Oosterhuis met een aantal medestanders de Stichting Leerhuis en Liturgie op, die zich ten doel stelt "de studie van de Bijbel en van de joodse en christelijke traditie te bevorderen, vrij van dogmatisch-kerkelijke vooroordelen en instituties, en daarnaast nieuwe liturgische modellen, teksten en liederen te ontwikkelen, zodat zij daarmee bijdraagt aan politiek-maatschappelijke bewustwording, bestaansverheldering en bemoediging van binnen- en buitenkerkelijke groeperingen en personen".
In 2005 werd door Stijn van der Loo meerdere liederen van Oosterhuis op muziek gezet. De nummers werden geplaatst op het album Licht, welke werd toegevoegd als bijlage bij dichtbundel Licht van Oosterhuis. Een van de nummers op dit album, Ken je mij, werd meermaals door dochter Trijntje opgenomen en geniet ook buiten de kerk bekendheid. Het nummer bereikte in 2015 de Single Top 100 en kwam bij de Top 40 tot de zeventiende plek van de Tipparade.

### Bernard Huijbers
Rond 1980 staakten Oosterhuis en Huijbers hun jarenlange samenwerking van tekstschrijver en componist. Huijbers kon zich niet langer vinden in de Bijbelse, Joodse, door 'Gij' en 'God' beïnvloede teksten, waar Oosterhuis sterk aan vasthield. Huijbers wenste daarentegen een spiritualiteit die voorgoed "aan Gij voorbij" was, met dank "aan Gods nalatenschap". In Zuid-Frankrijk koos hij teksten van hemzelf en anderen die hij op muziek zette. Woorden die daar terugkeren zijn bijvoorbeeld 'Al', 'Heelal', 'Bestaan', 'Geheel'.

## Voor en tegen
Bij de door tijdschrift HP/De Tijd georganiseerde verkiezing van 'De Ergste Nederlander Aller Tijden' werd Oosterhuis in 2004 genomineerd in de categorie 'De Ergste Katholiek', samen met Filips II, Joseph Luns, Dries van Agt, Ruud Lubbers en Joannes Gijsen. Oosterhuis won en ging door naar de eindronde. In het klassement van 'De Ergste Nederlander' eindigde hij uiteindelijk met 93 stemmen als twaalfde. Volgens HP/De Tijd had Oosterhuis zijn populariteit te danken 'aan progressieve kerkgangers die Jezus naar hun eigen beeld hebben herschapen als een Vrij Nederland-abonnee met een voorkeur voor Max Havelaar-koffie, linnen schoudertasjes en een onverzorgde tuin'. Ook zou Oosterhuis een 'vernietigende' invloed hebben gehad op de liturgie: 'Zijn politiek correcte versjes hebben in menige kerk de voorkeur gekregen boven het tijdloze repertoire van de psalmdichters'. Anderzijds krijgt Oosterhuis juist om die invloed ook veel waardering: zo ontving hij op 18 oktober 2002 bijvoorbeeld een eredoctoraat in de theologie van de protestantse Vrije Universiteit Amsterdam.
Zijn tot liturgische liederen bewerkte gedichtenoeuvre is populair onder vrijzinnige katholieken en protestanten. Het (rechtzinnige) Katholiek Nieuwsblad noemde zijn teksten doorspekt met een "ondertoon van pathetisch zelfbeklag en warrige, in wezen nietszeggende beeldspraak". Oosterhuis is in ieder geval een symbool geworden van de polarisatie die in de Nederlandse kerkprovincie ontstond in het midden van de jaren zestig in de vorige eeuw.
Collega-dichter Gerrit Komrij hekelde hem in 1975 in weekblad Vrij Nederland als de 'Copywriter van Christus & Co'. Komrijs oordeel bleef niet zonder gevolgen; Oosterhuis kreeg sindsdien nooit meer literaire waardering, behalve dan van recensenten met een christelijke signatuur. Een ander gevolg was volgens Oosterhuis dat prins Claus, met wie hij een persoonlijke verstandhouding had, zijn abonnement op Vrij Nederland opzegde."

## Invloed
Op de vraag wat de invloed van Oosterhuis is op de Nederlandse kerkprovincie is het antwoord nog niet duidelijk. Enerzijds lijkt zijn invloed op het einde van de 20e eeuw te tanen. Zo is Laus Deo (2000) van het bisdom Roermond het eerste nagenoeg 'Oosterhuis-vrije' katholieke liedboek. De enige tekst die van deze dichter nog daarin voorkomt is het Nederlandstalige klaaglied op muziek van Bernard Huijbers voor de liturgie van Goede Vrijdag "Mijn volk, wat heb Ik u gedaan" - in de kring van Oosterhuis een lied dat door zijn veronderstelde antisemitisme allang in de ban is. Volgens bisschop Frans Wiertz van Roermond zijn de liederen van Oosterhuis geweerd omdat deze openlijk de kern van de katholieke leer bestrijdt. Wiertz voelde zich persoonlijk diep gegriefd door Oosterhuis' betiteling van de Eucharistie als "truc der trucs". Anderzijds stond Oosterhuis zelf bij de ontwikkeling van de officiële teksten voor de liturgie mee aan de bron van vele officieel goedgekeurde liturgische teksten, waaronder delen van Nederlandstalige eucharistische gebeden. Andere, meestal te zingen "tafelgebeden", zijn niet door de bisschoppen goedgekeurd voor de eucharistieviering, maar worden wel gebruikt in sommige parochies.

### Vijftig jaar
Medestanders van Oosterhuis zien in hem een boegbeeld van het verzet tegen een vermeend proces van restauratie in de Nederlandse rooms-katholieke kerkprovincie. Er ontstaat ook een groep jongeren, vooral protestanten, die zijn politieke en historische functie niet van belang vindt voor de beoordeling van zijn teksten. In een verkiezing van het "mooiste religieuze lied" onder NCRV-luisteraars in 2006 eindigde Oosterhuis' "De steppe zal bloeien" (melodie Antoine Oomen) op de eerste plaats, en "De Heer heeft mij gezien en onverwacht" (melodie Bernard Huijbers) als derde. Oosterhuis' "Licht dat ons aanstoot..." (melodie Antoine Oomen) eindigde op plaats 7. Ook besloot de NCRV een uitzending te wijden in de Nieuwe Kerk in Amsterdam aan het liederen-oeuvre van Oosterhuis onder de titel Vijftig jaar liederen van hoop en wanhoop. Hoe het ook zij, zijn liederen worden nog altijd week in week uit gezongen in zowel protestantse als katholieke kerken verspreid door Nederland en Vlaanderen.
Ter gelegenheid van zijn 80e verjaardag kwam een biografie uit, De paus van Amsterdam, van de hand van journalist Marc van Dijk. In zijn in boekvorm uitgegeven tv-interview met Antoine Bodar laat hij de boektitel geheel voor rekening van de auteur. Zelf ziet hij zich zo niet: "Het is niet mijn boek".

## Vertaling Pentateuch
Samen met Alex van Heusden heeft Oosterhuis een vertaling van de Pentateuch gemaakt in vijf delen in apart verschenen boeken. Ze dragen de namen van de Hebreeuwse beginwoorden: In den beginne (Genesis), En dit zijn de namen (Exodus), Hij riep (Leviticus), In de woestijn (Numeri) en Dit zijn de woorden (Deuteronomium). Deze Nederlandse vertaling probeert zo dicht mogelijk bij de Hebreeuwse grondtekst met zijn eigen idioom en kenmerkende stijlfiguren te blijven. Aan de vertaling zijn verklarende aantekeningen toegevoegd, die behalve op de moderne Bijbelwetenschappen ook geïnspireerd zijn op de oude rabbijnse en andere joodse bronnen. De vertaling is bedoeld om voor te lezen.

## Activiteiten en politieke stellingname
Bij de bijzetting van prins Claus in de Nieuwe Kerk in Delft op 15 oktober 2002 hield Oosterhuis op verzoek van koningin Beatrix en haar zonen de overdenking. Oosterhuis was een vertrouweling en vriend van de Nederlandse koninklijke familie.
Op 29 mei 2005 hield hij een preek tijdens de slotviering van de dertigste luthers-protestantse Evangelischer Kirchentag te Hannover.
In 2006 verzorgde Oosterhuis de eerste Jan Modderman-inleiding. De doelstelling van de Jan Modderman-inleidingen behelst om een bijdrage te leveren aan de bevordering van de bewustwordingsprocessen die dienen tot een verbetering van het maatschappelijk samenleven en het welzijn van alle mensen. In dat kader sprak Oosterhuis over het thema 'Waar haalt een mens het vandaan', in de Nieuwe Kerk in Groningen. Hij zette zich daarmee belangeloos in voor het microkrediet.
Oosterhuis stond in datzelfde jaar voor de Tweede Kamerverkiezingen als lijstduwer op de nummer 30 van de kandidatenlijst van de SP. In deze rol deed hij van zich spreken door het Nederlandse uitzettingsbeleid te vergelijken met het ophalen van Joden door de Nederlandse politie tijdens de Tweede Wereldoorlog.
P. Veld, de directeur van de Immigratie- en Naturalisatiedienst (IND), deed daarop aangifte wegens belediging. Oosterhuis was er niet van onder de indruk: "Ik hoop dat er veel getuigen worden opgeroepen voor mijn rechtszaak en dat die uiteindelijk zal leiden tot een parlementaire enquête" (NRC, 17 november 2006). Sindsdien is de aangifte niet meer in het nieuws geweest.
Hij trad in het nieuws als groot voorstander van de pardonregeling voor 26.000 asielzoekers, die er in 2007 inderdaad kwam.
In het tv-programma Blauw Bloed (EO, 19 februari 2011) merkte Oosterhuis, vriend en vertrouweling van het Koninklijk Huis, op dat de koningin zich "zwaar gecensureerd" voelt en, vooral door de PVV, zich zelfs in haar kersttoespraken niet vrij kan uiten. Commentatoren, columnisten, brievenschrijvers, mailers en twitteraars vielen over de 77-jarige Oosterhuis heen. Zelf noemde hij later zijn optreden "een beetje dom" en dat hij dat zo niet had moeten zeggen: het ging hierbij om een persoonlijke indruk van hemzelf, niet om iets waar de koningin bij hem over geklaagd zou hebben. Later (in 2013) herhaalde hij niettemin zijn beschuldiging in zijn biografie De Paus van Amsterdam door Marc van Dijk en trok hij vervolgens zijn woorden opnieuw in.
Vanwege de gaswinningsproblematiek in Groningen besloot Oosterhuis de dichtbundel Groningen opnieuw uit te geven, ditmaal in tweetalige versie. Het Gronings werd vertaald door Marten van Dijken en de opbrengst ging in zijn geheel naar gedupeerden van de gaswinning. De bundel werd op 26 januari 2020 officieel gepresenteerd tijdens een concert van het Koor voor Nieuwe Nederlandse Religieuze Muziek onder leiding van Antoine Oomen in de Martinikerk te Groningen.

### 80 en 85 jaar
Onder het motto 'Huub80' vond op 16 maart 2014 in het Muziekcentrum Eindhoven '1000 stemmen Oosterhuis' plaats. Het was een concert met een koor van ruim honderd zangers, piano, orgel, slagwerk, koperblazers en xylofonen. Een zaal van duizend zangstemmen liet de liederen van Oosterhuis klinken in forse bezetting, met muziek van Huijbers, Antoine Oomen en vooral van Tom Löwenthal. Oosterhuis richtte zich bij deze gelegenheid tot de aanwezige hulpbisschop Rob Mutsaerts. Hij riep hem op 'uw invloed aan te wenden om het verbod van deze liederen op te heffen en bij te dragen aan een nieuw kerkelijk klimaat in Nederland in de geest van paus Franciscus.'
Ter gelegenheid van zijn aanstaande 85ste verjaardag was het Eindhovens Muziekcentrum op 21 oktober 2018 opnieuw het decor voor '1000 stemmen Oosterhuis'. Behalve een uitvoering onder leiding van Geert Hendrix van het leerdicht Lied van de aarde zongen (bijna) 1000 mensen onder leiding van Tom Löwenthal onder orkestbegeleiding een keuze uit Oosterhuis' repertoire. Ditmaal was de bisschop van 's-Hertogenbosch, dr. Gerard de Korte als gast aanwezig, die eveneens het woord voerde. Hij herkende zich naar eigen zeggen meer in Oosterhuis' teksten uit de jaren zestig, zoals Hij ging van stad tot stad, dan in die van de laatste vijftig jaar. De Kortes favoriet werd door Oosterhuis al tientallen jaren als 'gedateerd' bestempeld en ook niet meer in zijn eindbundel Stilte zingen (2018) opgenomen. Oosterhuis pleitte bij dezelfde gelegenheid voor inzet van de kerken voor een royaler kinderpardon.

## Onderscheidingen
- Poëzieprijs van de gemeente Amsterdam, 1962
- Herman Gorterprijs, 1962
- Anne Frank-prijs, 1963
- Ridder in de Orde van Oranje-Nassau, 1994
- Zilveren Medaille van de stad Amsterdam, 1998
- Vlam van de Geest, 2000
- Eredoctoraat VU, Amsterdam, 2002
- Pablo Neruda-medaille, 2004
- Oeuvreprijs Nacht van de Theologie, 2012
- Predigtpreis, Duitsland, 2014

### Bemoediging door paus Franciscus
In januari 2021 ontving Oosterhuis een brief van oud-ordegenoot (jezuïet) paus Franciscus. Deze werd aan hem overhandigd tijdens een bezoek van de bisschop van Haarlem-Amsterdam, mgr. Jan Hendriks. Over deze ontmoeting en de brief werd, na toestemming, eerst in januari 2022 door Hendriks geschreven op zijn weblog.

## Over Oosterhuis
- Marc van Dijk, De paus van Amsterdam: biografie van Huub Oosterhuis, Atlas contact, 2013, ISBN 9789045023366
- Ad van Nieuwpoort, Uittocht. Laatste gesprekken, en gedichten van Huub Oosterhuis. Amsterdam, Prometheus, 2023. ISBN 9789044654295
- Martin Hoondert: 'Levensbericht Hubertus Gerardus Josephus Henricus (Huub) Oosterhuis'. In: Jaarboek van de Maatschappij der Nederlandse Letterkunde, 2022-2023, pag. 141-154